# ویژه‌بینی
ویپاسانا (به پالی: Vipassanā) یا ویپَشی‌یَنا (به سانسکریت:  vipaśyanā) که در لغت از دو بخش وی به‌معنای ویژه و پَسَنا به‌معنای دیدن واقعیت به همان صورتی که هست بدون دستکاری‌ها و سوء گیریهایی هست که انسان در ناهشیار و هشیار خود انجام میدهد. متون پالی آن را به عنوان یکی از دو ویژگی ذهنی توصیف می‌کند که در مراقبه بودایی ایجاد شده‌است (باوانا)، و دیگری ساماتا (آرامش دهنده ذهن) است. این اغلب به عنوان نوعی مدیتیشن تعریف می‌شود که «درک واقعیت» را دنبال می‌کند. در مکتب ترواده به هدف شناخت و درک آنیکا «ناپایداری همه چیز»، دوک‌کا «رنج، عدم رضایت»، آنات‌تا «رهای از من»، سه علامت وجود تعریف می‌شود،   و در مکتب ماهایانا به عنوان «تهی‌بودن» آنیاتا و طبیعت بودا از آن یاد می‌شود.
تمرین ویپاسانا در سنت ترواده در قرن دهم به پایان رسید، اما بر اساس بررسی‌های تازه ساتی‌پاتانا سوت‌تا، ویسوددی‌ماگا و سایر متون در قرن هجدهم، این شیوه در دو خاندان برمه‌ای تونگوو و کون‌باونگ دوباره آغاز شد. جنبشی دیگر با محوریت بصیرت و همراهی با ساماتا به عنوان یک سنت جدید در قرن ۱۹ و ۲۰ توسعه یافت.  این جنبش که به جنبش ویپسنا شناخته می‌شود  توسط لدی سایاداو و یووی‌مالا توسعه یافت و توسط ماهاسی سایاداو، وی‌آر دی‌راوام‌سا و گوینکا گسترش یافت و اهمیت زیادی پیدا کرد.   
در ترواده مدرن، ترکیب یا عدم تقسیم ویپسنا و ساماتا مورد اختلاف است. سوتراهای پالی به سختی از چیزی با نام ویپسنا یاد می‌کنند، و آن را به عنوان یک ویژگی ذهنی در کنار ساماتا توصیف می‌کنند که به‌طور همزمان توسعه می‌یابد و منجر به آزادی می‌شود، در همین حال آبیدام‌ما پیتاکا و تفسیرهای آن سماتا و ویپسنا را به عنوان دو روش مراقبه جداگانه توصیف می‌کنند. ویپاسانا در جنبش ویپسنا بر ساماتا ترجیح داده شده، اما منتقدان اشاره می‌کنند که هر دو عناصر ضروری آموزش بودایی هستند.

## مراقبه ویپاسانا

### اخلاق، آگاهی از تنفس و تأمل
مراقبه ویپاسانا از ساتی (ذهن آگاهی) و ساماتا (آرام) استفاده می‌کند، که از طریق روشهایی مانند آناپاناساتی (ذهن آگاهی از تنفس)، همراه با مشاهده و دیدن ناپایداری وضعیت بدن و ذهن درک از ذات واقعیت به دست می‌آید.  
تمرین با مرحله مقدماتی، تمرین شیلا و ترک افکار و خواسته‌ها آغاز می‌شود.  جف ویلسون خاطر نشان می‌کند که شیلا یک عنصر کاملاً بودایی است و توسط نسل اول معلمان غربی پس از جنگ نیز مورد تأکید است. با این وجود، در جنبش ذهن آگاهی معاصر، شیلا به عنوان عنصری از عمل، اکثراً کنار گذاشته می‌شود و ریشه ذهن آگاهی را ابهام آلود می‌کند. 
تمرین‌کننده ویپاسانا مشغول آناپاناساتی (آگاهی از تنفس) می‌شود، در متن بودایی ساتیپاتانا سوتا آمده‌است که برای تمرین ویپاسانا به جنگل رفته و در زیر درخت می‌نشینی و سپس فقط نفس کشیدن را مشاهده می‌کنی. اگر نفس عمیق است، متوجه شو که نفس عمیق است، اگر نفس کوتاه است، متوجه کوتاه شدن نفس شو. در «روش جدید برمه» تمرین کننده ویپاسانا به هر چیزی فکری که در ذهن‌اش می‌آید یا هر حسی که در بدن‌اش ایجاد می‌شود توجه می‌کند و بدون درگیر شدن یا قضاوت کردن فقط از آن آگاه می‌شود، مثلاً می‌گوید «دم» «بازدم» یا «فکر». با توجه به پدید آمدن پدیده‌های جسمی و ذهنی، شخص در حال مراقبه آگاه می‌شود که چطور میان احساسی که در بدن‌اش ایجاد می‌شود و افکاری که در ذهن‌اش هست ارتباط وجود دارد. این موضوع در پنج اسکانداها و پدیدآیی وابسته (پاتیکاساموپادا) توضیح داده شده. به گفته سایاداو پاندیتا، آگاهی و مشاهده این احساسات و واکنش نشان ندادن به آن در حالت مراقبه باعث اصلاح رفتار شخص در دنیای واقعی می‌شود؛ و در روبرو شدن با محرک‌های روزمره احتمال اینکه از نظر جسمی یا روحی واکنش شدیدی در برابر اتفاقات جهان داشته باشند، کاهش می‌یابد و می‌تواند بر احساسات و رفتار خود آگاهی و کنترل داشته باشد.